# NGC 2533
NGC 2533 is een open sterrenhoop in het sterrenbeeld Achtersteven. Het hemelobject werd op 22 januari 1835 ontdekt door de Britse astronoom John Herschel.

## Synoniemen
- OCL 695
- ESO 430-SC19